# 帝京医学技術専門学校
帝京医学技術専門学校（ていきょういがくぎじゅつせんもんがっこう）は帝京大学グループの1校であり、学校法人沖永学園が設置している東京都渋谷区に所在する医療技術系の専門学校。

## 概要
元々は帝京柔道整復専門学校という柔道整復師を養成する学校であったが、後に臨床検査学科を増設したので名称変更。柔道整復学科の専門学校では珍しく、接骨院の他に帝京整形外科クリニックという診療所を所有していた。
同学園が運営する帝京短期大学、帝京第一幼稚園と隣接していた。2008年度より帝京短期大学に統合されたため、2010年3月廃止となった。

## 沿革
- 1968年 帝京柔道整復専門学校創設・開校（柔道整復学科）
- 1969年 臨床検査学科増設に伴い帝京医学技術専門学校に改称
- 1988年 専修学校認可
- 1990年 国家試験制度に伴い柔道整復学科を3年制に変更
- 1995年 専門士の取得認可
- 2000年 単位制導入
- 2004年 臨床工学専攻科の新設
- 2005年 柔道整復学科昼間部を新設
- 2008年 2008年度入学生募集を停止。帝京短期大学に統合。
- 2010年 廃止。

## 学科
- 柔道整復学科（昼間部・夜間部）
- 臨床検査学科
- 臨床工学専攻科

## 主な卒業生
- 宮島喜文 参議院議員、財務大臣政務官、日本臨床衛生検査技師会会長

## 公式サイト
- 帝京医学技術専門学校 - ウェイバックマシン（2008年4月22日アーカイブ分）